# フリーマン・エチュード
フリーマン・エチュード (Freeman Etudes)はヴァイオリン独奏のためにジョン・ケージが作曲した練習曲集である。

## 概略
最も厳格にチャンス・オペレーションを用いたヴァイオリン・ソロのための練習曲を書くという決意のもとにポール・ズコフスキーとのコラボレーションで実現した。全部で32曲ある。ヴァイオリンの弦は4つあるので、同じ音を演奏する際に選択肢が4つ生まれる可能性がある。そこで、ズコフスキーに演奏可能な全てのバイオリンの重音の組み合わせなどを盛り込んだ「コード・カタログ」の作成を依頼し、出来上がった時点で作曲に取り組んだ。
ところが練習曲第18番の出来上がりを巡ってズコフスキーと紛糾。「絶対にどうやっても無理」というズコフスキーの回答を受けケージは作曲を中断した。ズコフスキーは最初の8曲のみレコーディングを終えた。
その後アーヴィン・アルディッティ（Irvine Arditti）が正確に演奏できるとの報を受け、ケージが作曲を再開したときはすでに死の2年前の1990年だった。ズコフスキーによるBook III,IVのコード・カタログも揃い、全曲が完成された。

## 演奏解釈
全曲初演はアーヴィン・アルディッティによって行われたが、ヤノシュ・ネギーシー、辺見康孝、マルコ・フジによっても全曲演奏は達成された。演奏のテンポはアルディッティが一番速いが、楽譜通りのテンポではネギーシー（Négyesy）が演奏しており、「なんで最速で弾くのかわからない。楽譜にはちゃんと1小節3秒と決まっていますよ」とズコフスキーは不満を述べていた。

## 出版
- Edition Peters 66813 a/b/c/d. (c) 1981, 1992 by Henmar Press.

## ディスコグラフィー
- Arvine Arditti - Mode Records ASIN: B000000NYM & B000000NYR
- Marco Fusi - Stradivarius ASIN: B004P3IUCI& B007PSY0JM
- János Négyesy - Newport Classics ASIN: B00005NZLN